# Liste der Monuments historiques in Gournay-sur-Marne
Die Liste der Monuments historiques in Gournay-sur-Marne führt die Monuments historiques in der französischen Gemeinde Gournay-sur-Marne auf.

## Liste der Bauwerke
| Bezeichnung                       | Beschreibung | Standort | Kennzeichnung | Schutzstatus | Datum | Bild           |
| --------------------------------- | ------------ | -------- | ------------- | ------------ | ----- | -------------- |
| Ehemaliges Schloss, heute Rathaus |              | (Lage)   | PA00079935    | Inscrit      | 1945  | weitere Bilder |

## Liste der Objekte
- Monuments historiques (Objekte) in Gournay-sur-Marne in der Base Palissy des französischen Kultusministeriums